# 減税条例
減税条例（げんぜいじょうれい）とは地方自治体の条例。

## 概要
2009年12月18日に愛知県の半田市で初めて住民税の減税に関する条例が制定され、2010年度における減税が行われた。また、名古屋市でも条例が制定され、2010年度における減税が行われた。また東京都の杉並区では積み立て運用益で10年後の区民税減税を目指す条例が可決された。
また、埼玉県の北本市や愛知県の大治町や沖縄県の金武町でも住民税の減税に関する条例が制定されている。

## 例
名古屋市
愛知県名古屋市の河村たかし市長は、市長選挙の公約で市民税の10%減税を掲げた。
そして、公約通り1割減となる。ただし、2010年度限りである。
個人については、市民税所得割にあたる6%のうちの10%減の5.4%となる。但し、土地建物や株式等の譲渡所得については減税とはならない。また、法人市民税についても2010年4月1日から2011年3月31日までに終了する事業年度に限り10%減となる。
その後、議会で話し合われた結果、2012年度以降個人･法人とも5%の恒久減税（個人市民税は5.7%）となった。全国初である。
半田市
愛知県の半田市も2010年度に限り減税となった。名古屋市と異なり、市民税所得割は6%から5.6%となり、均等割は3,000円から100円となった。住民税の減税は名古屋市のイメージが強いが、全国で初めて住民税減税の条例が議会で可決された自治体は半田市である。
杉並区
東京都の杉並区の山田宏区長（1999年4月〜2010年5月）の公約。
仕組みは、年間予算の約1割にあたる150億円を積み立てて運用し、運用益で住民税をまかなう。年2％複利で運用できれば、78年後に住民税を運用益のみでまかなえるようになるというものであった。
考え方の母体になったのは、松下幸之助の「無税国家構想」（山田は松下政経塾の2期生となる）。
制約は、景気や金利、物価、国の制度といった外部要因。それでも、山田は「やる気と実際に行動を続けることによって実現は可能」と明言していた。
しかし、山田区長の参議院選挙立候補に伴う退任により、後任の田中良区長が「減税で税収が増えるなら、どの自治体でもやっている。減税基金はリアリティーがない虚構」と主張し、積み立てを凍結、条例を廃止した。
北本市
埼玉県の北本市で石津賢治北本市長によって2011年度における減税条例が提案され、2010年9月25日に市議会で可決、2011年度の個人市民税率が5.4％に引き下げられた。。地方交付税を受け取っている自治体が減税条例を施行するのは全国初だった。その後、都市計画税の税率を引き下げる代わりに個人住民税の減税は中止、結局、単年度限りの措置となった
大治町
愛知県の大治町で2011年度における町民税の10%の減税条例案が町議会に提出され、2011年12月22日に可決された。個人町民税の均等割を3000円から法律で定める最低の100円にし、所得割の税率を6%から5.6%に引き下げた。生活の支援と経済活性化を狙っての措置であったが、防災対策のため翌年度は行なわれず、こちらも単年度の措置となった。
金武町
沖縄県の金武町で2011年3月26日に減税条例が可決され、町民税の均等割を3000円から2700円にし、所得割の税率を6%から5.4%に引き下げた。2012年度に施行されたが、2014年9月議会にて減税条例の廃止を可決。同年度いっぱいで終了した。
和泉市
大阪府の和泉市では2012年9月議会にて減税条例が可決され、2013年度に限り市民税の均等割を3000円から100円、所得割の税率を6%から5.85%に引き下げた。